# Saint-Julien-d’Ance
Saint-Julien-d’Ance ist eine französische Gemeinde mit 248 Einwohnern (Stand 1. Januar 2022) im Département Haute-Loire in der Region Auvergne-Rhône-Alpes (vor 2016 Auvergne). Sie gehört zum Arrondissement Le Puy-en-Velay sowie zum Kanton Plateau du Haut-Velay granitique. 

## Geographie
Saint-Julien-d’Ance liegt etwa 27 Kilometer nordnordöstlich von Le Puy-en-Velay in der Naturlandschaft Emblavès (auch Emblavez geschrieben) am Ance.

### Nachbargemeinden
Die Nachbargemeinden von Saint-Julien-d’Ance sind Usson-en-Forez im Norden, Saint-Pal-de-Chalencon im Norden und Nordosten, Boisset im Osten, Saint-André-de-Chalencon im Süden und Südosten, Saint-Pierre-du-Champ im Süden und Südwesten sowie Saint-Georges-Lagricol im Westen und Südwesten.

## Bevölkerungsentwicklung
| Jahr                       | 1962 | 1968 | 1975 | 1982 | 1990 | 1999 | 2006 | 2011 | 2017 |
| Einwohner                  | 408  | 348  | 263  | 251  | 224  | 213  | 234  | 240  | 247  |
| Quellen: Cassini und INSEE |      |      |      |      |      |      |      |      |      |

## Sehenswürdigkeiten
- Kirche Saint-Julien aus dem 16. Jahrhundert, seit 1920/1926 Monument historique
- zahlreiche Wegekreuze
- Mühle von Ancette aus dem 14. Jahrhundert

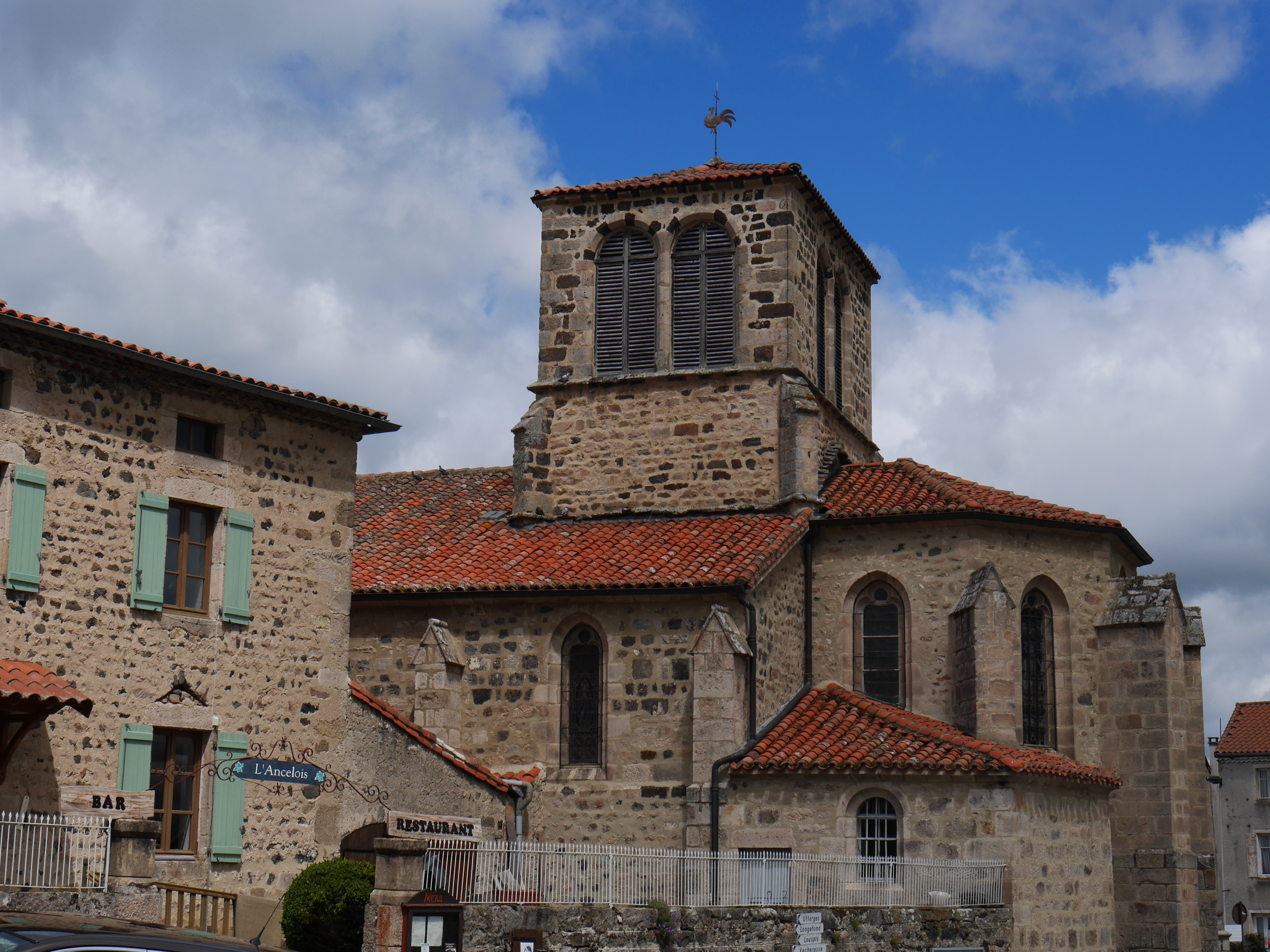
Kirche Saint-Julien
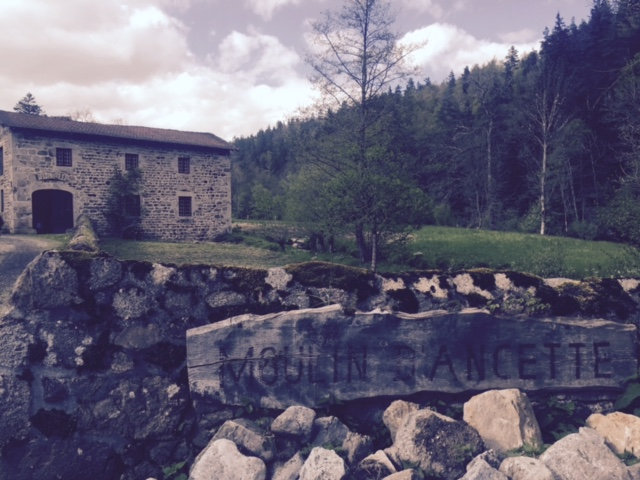
Mühle von Ancette